# Entre-greffage

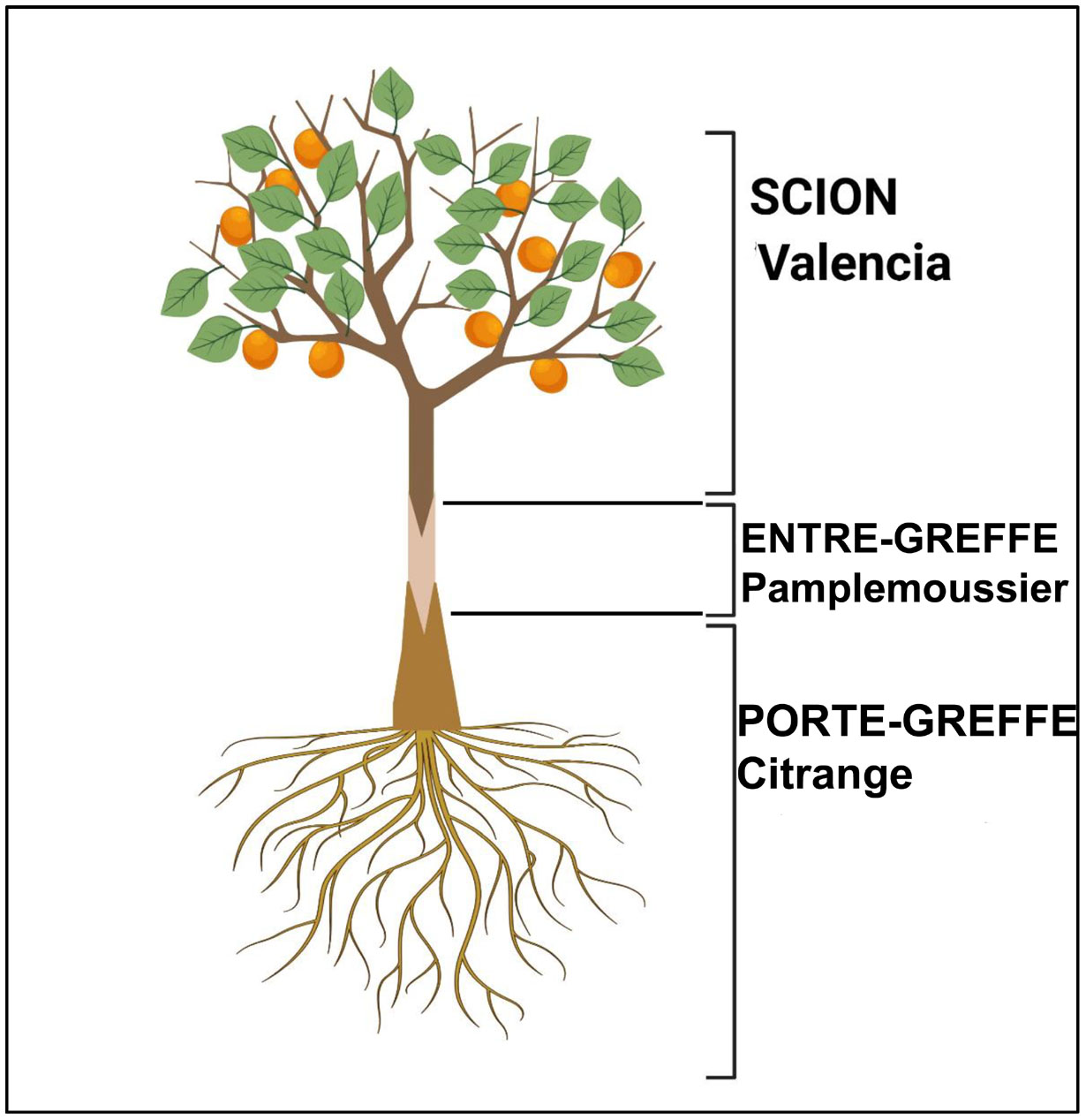
Entre-greffe chez l'agrume

L'Entre-greffage ou la double greffe avec intermédiaire est une technique horticole qui consiste à interposer une tierce variété doublement-compatible appelée entre-greffe entre le porte-greffe et la canopée cultivée objet de la greffe.

## Dénomination
Le terme apparait à la fin du XIXe siècle. Le Littré de 1873 donne 2 sens à entre-greffer: celui de soudés ensemble et celui d'être greffés «les uns sur les autres».
C'est la 4° édition de l'Art de greffer (1888) qui diffuse la technique de la «double greffe avec intermédiaire, ou entre-greffe, appelée à rendre de grands services dans les pépinières fruitières, forestières ou d'espèces ornementales». Elle a été mentionnée en 1877 comme méthode utilisée pour remédier à une mauvaise compatibilité entre porte-greffe et greffon à propos de la Grosse Poire d'Amande peu compatible avec le porte-greffe cognassier: «l'entre-greffage y remédie» écrit le Bulletins du Cercle professoral pour le progrès de l'arboriculture en Belgique.
On lit parfois et improprement surgreffage. Les expressions entregreffage et entregreffe peuvent aussi se lire sans trait d'union depuis F. Burvenich (1876) jusqu'à nos jours.

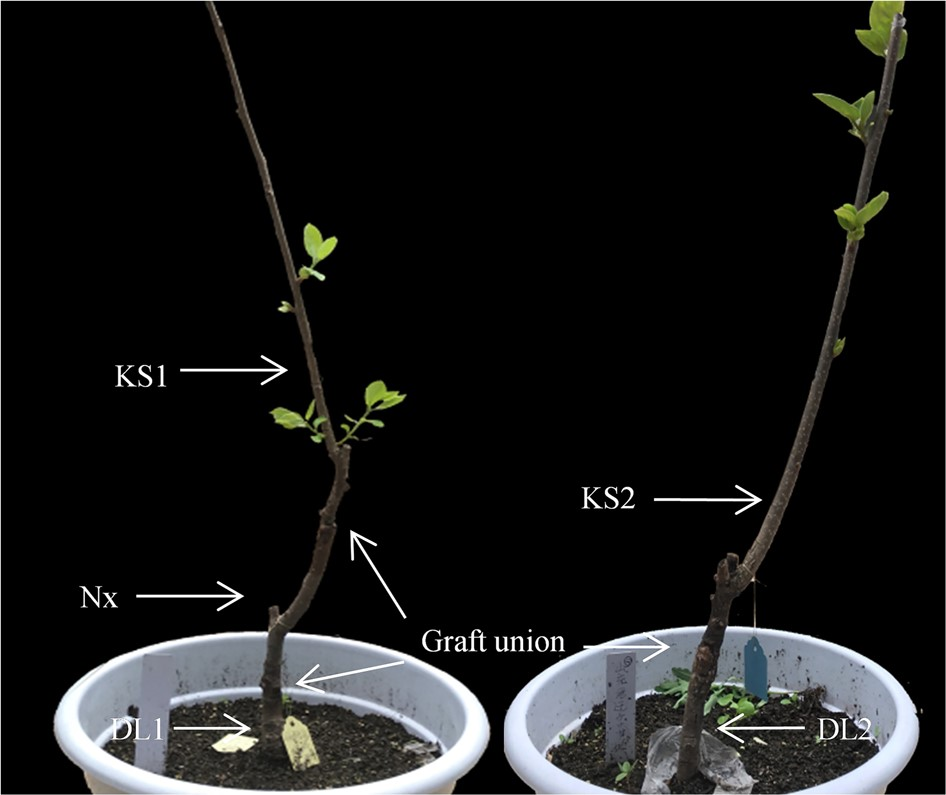
Entre-greffe à gauche portant un plaqueminier lotier (Diospyros lotus), à droite greffe directe du même sur le porte greffe (DL)

En anglais interstock et interstem sont employés, interstock dans les publications académiques. The Grafters Handbook emploi les mots intermédiate, double-worked, twice-grafted ou brindging et stem-builder quand l'entre-greffe a la fonction de tronc. En japonais: 中間台木 (chūkan daigi) milieu - porte-greffe = porte-greffe intermédiaire, en chinois 中間砧木 (zhōng jiān zhēn mù) ou 中间砧 (zhōng jiān zhēn). La Chine et le Japon ont beaucoup expérimenté l'entre-greffage.

## Utilité

### Architecture fruitière avec tige robuste, droite et rustique
Les poiriers, pommiers, pruniers, abricotiers et cerisiers se cultivent plus facilement en haute-tige et demi-tige avec des tiges entregreffées vigoureuses et droites, sans besoin de tuteurs. Le franc de semis est greffé d'une variété compatible à végétation plus rapide et robuste que lui. Le sommet du tronc constitué est à son tour greffé de la variété recherchée pour la culture de façon à former une canopée étalée, accessible.
Les variétés recommandées comme entre-greffe sont le poirier Canada, pommier Rambourg d'Automne, prunier Altesse et Reine-claude de Bavais, bigarreau Napoléon. Dans cet usage la hauteur de l'entre-greffe est celle du tronc recherché.

### Compatibilité
La compatibilité ou affinité entre le porte-greffe et le greffon conditionnent la réussite de la greffe et sa survie à long-terme. La hauteur de l'entre-greffe est alors plus courte (10 à 25 cm chez le pommier), très courte (5 cm chez les agrumes) ou même réduite à une couche fine (dite Entre-greffage Nicoline) avec une lamelle de 1,5 mm posée entre l'œil greffé et le porte-greffe.
Charles Baltet (1892) évoque l'utilité du groseiller à maquereau comme entre-greffe sur groseiller à grappe. Les premières démonstrations de contournement de l'incompatibilité entre porte-greffe et greffon ont eu lieu en Hollande (1965) sur Cucurbita. Le cornichon (Cucurbita sativus) est incompatible sur porte-greffe courge du Siam vigoureux et résistant (Cucurbita ficifolia), l'interposition d'une entre-greffe melon (Cucumis melo) rend le trio parfaitement compatible.
L'université de Nagoya a annoncé (2019) travailler sur un entre-greffe à large possibilité - Nicotiana benthamiana - qui élargirait les domaines de compatibilité. La méthode de l'entre-greffe permet de vérifier les compatibilités chez le pêcher en une seule année (évite le semis) elle raccourci le délai de mise à fruits en plein champs chez les agrumes.

### Régulateur de croissance - nanification
Le porte-greffe et le greffon interagissent l'un sur l'autre et l'entre-greffe apporte des interactions supplémentaires. Chez le pommier il a été montré que l'entre-greffe n'influence pas la teneur en minéraux des deux autres. Chez le citronnier la présence d'un entre-greffe n’augmente pas la teneur en flavonoïdes du jus de citron mais modifie leur diversité et en fait apparaitre de nouveaux. L'effet nanifiant est observé aussi chez le kaki, il est utilisé pour le mandarinier Minamitsukai afin de permettre la culture en serre. En revanche, la présence de l'entre-greffe agit sur la précocité, la vigueur et le métabolisme par exemple chez le nashi, le châtaigner.
Les porte-greffes de pommier M13 et C5 sont bien adaptés aux sols humides est très vigoureux, il est très utile de contenir le développement de la canopée avec une entre-greffe nanisante . Les variétés M27 et M9 utilisées comme entre-greffe ralentissent (respectivement de 80 et 50 %) la croissance végétative de la canopée et augmentent de la production fruitière et le poids moyen des fruits. Les chercheurs ont suspecté l'entre-greffe d'agir que le transport des hormones de croissance dans le phénomène de nanification du pommier, Hong Li Li et al. (2011) ne parviennent pas à la démontrer. Dès 1886 des universitaires britanniques mettent en rapport le nanisme provoqué par l'entre-greffe sur la distribution et le métabolisme de l'acide gibbérellique chez le pommier.
En 2019, le mécanisme qui fait appel à une action physique est décrit: le nombre de points de greffe et le cultivar choisi comme entre-greffe affectent la conductance de l'eau dans la zone de greffage, la faible conductance de l'eau serait une raison majeure du nanisme provoqué par l'expression différentielle des gènes liés aux phytohormones.

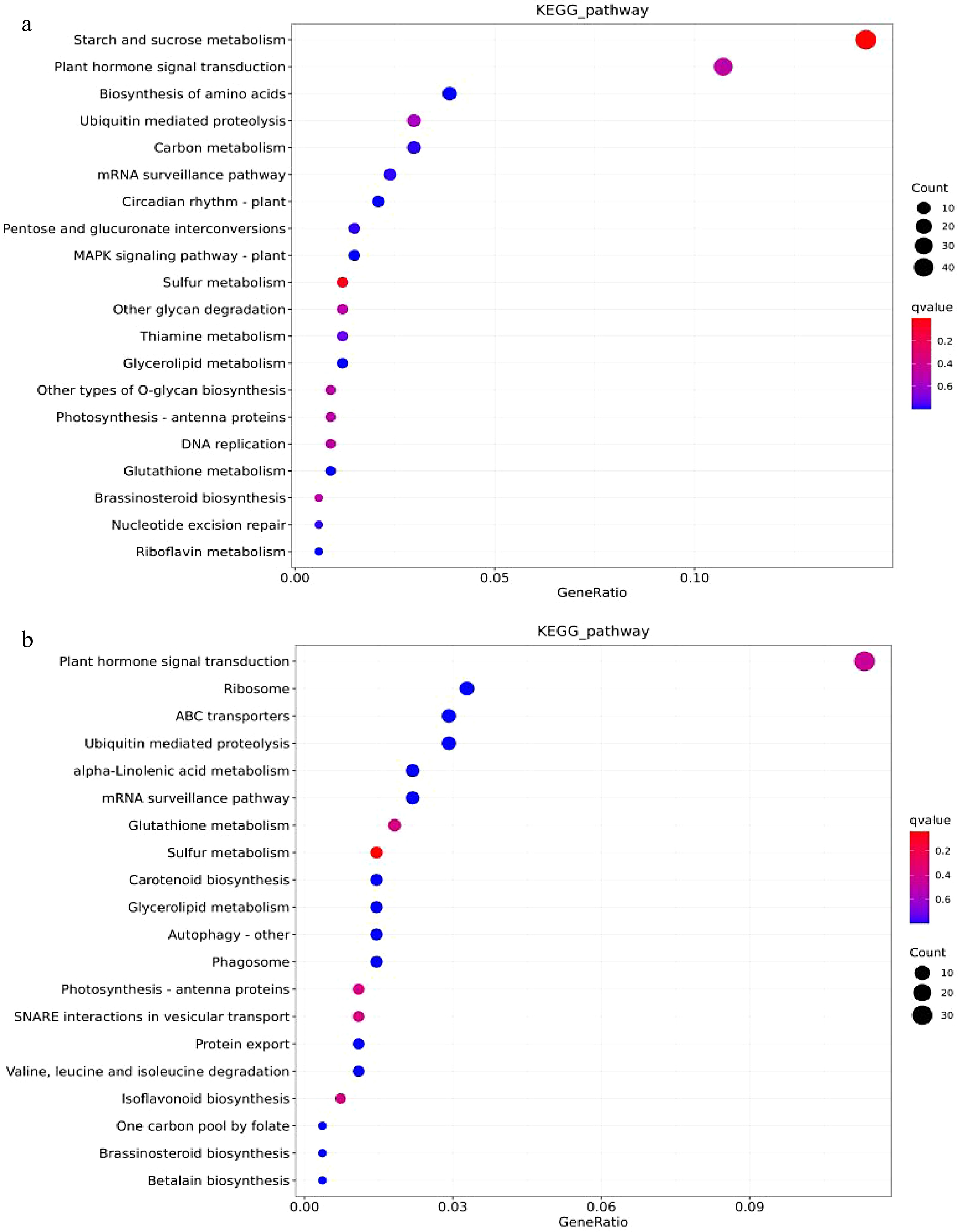
Influence de l'entre-greffe sur l'expression des gènes du pommier : voie du métabolisme de l'amidon racinaire et du saccharose et dans la voie de transduction du signal de l'hormone. Effet nanisant.

En 2021, chez le poirier, l'influence de l'entre-greffe sur la nanification est suspectée résulter de la réallocation des glucides de la pousse vers la racine, ce nouvel équilibre des flavonoïdes et des acides phénoliques dérivés sont impliqués dans la réduction de la croissance des scions. Ces travaux conduisent à la mise au point de stratégies d'entre-greffage en vue de limiter le stress hydrique dû au changement climatique. La nanification est recherchée car elle permet d'augmenter la densité des arbres et d'améliorer la gestion du couvert feuillu, de diminuer les intrants. Cher le pêcher les entre-greffes longs diminue jusqu'à 60 % le développement de la canopée et donne une production plus précoce.
La description précise du rôle du porte-greffe et de l'entre-greffe chez le pommier est donnée en 2023. Elle fait intervenir les micro-ARN. Les micro-ARN interviennent dans la régulation de la croissance et du développement, de la qualité des fruits, de la transduction des signaux hormonaux et la réponse au stress. L'entre-greffe modifie le rôle des micro-ARN. Leur séquençage montre que l'entre-greffe modifie l'expression de 79 d'entre eux (sur un total de  281) 36 sont régulés positivement et 43 négativement dans le scion, 57 dans le porte-greffe. Le métabolisme de l'amidon et du saccharose sont modifiés dans le porte-greffe et la transduction du signal des phytohormones dans le scion.

### Résistance aux agresseurs
Chez les agrumes (2023) les cultivars tolérants au HLB (certains pamplemoussiers) utilisés comme entre-greffes peuvent améliorer la défense de la plante et engendrent une tolérance accrue au HLB. Chez le pommier la recherche a isolé des entre-greffe qui augmentent la résistance au froid.

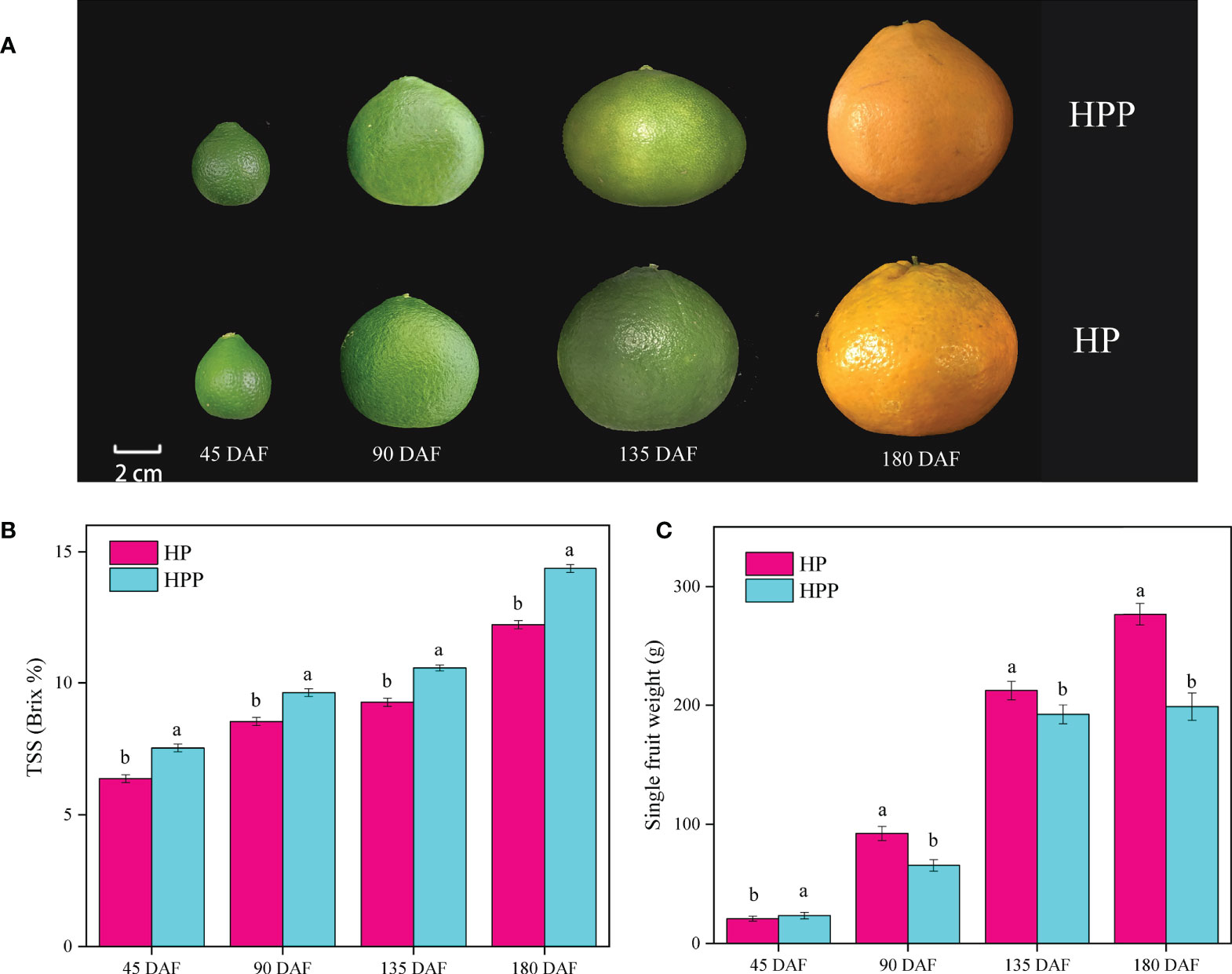
Harumi sur entregreffe ponkan (en bleu et photos du haut) le fruit est plus sucré et moins gros qu'en greffe directe (en rouge)

## Action de l'entre-greffe

### sur les fruits
Les mécanismes ne sont que partiellement compris, mais il est démontré que l'entre-greffe agit sur le fruit, une publication brésilienne a montré que la longueur de l'entre-greffe M9 agit directement sur la qualité et la quantité de pommes, elle expérimente des entre-greffe de 10 à 30 cm, le plus long donne les meilleurs fruits. Chez le pêcher de longs entre-greffes (35 cm) réduisent la canopée et retardent la floraison.

Chez le tangor Harumi l'entre-greffe Ponkan modifie le réseau de co-expression génique agissant sur les glucides, les hormones, la paroi cellulaire, les facteurs de transcription du développement. La maturité du fruit (teneurs en éthylène, auxine, cytokinine, amidon, saccharose, glucose, fructose et sucre total dans la plante) est plus précoce, les fruits sont plus sucrés et moins acides.
Chez le pommier, l'entre-greffe peut améliorer positivement le goût du fruit, la teneur en composés organiques volatils augmente significativement avec un entre-greffe nanifiant.

### chez les arbres forestiers
Les travaux canadiens sur Pinus sylvestris laissent penser que la fécondité des arbres femelles est améliorée par un entre-greffe approprié.

### Bibliographie

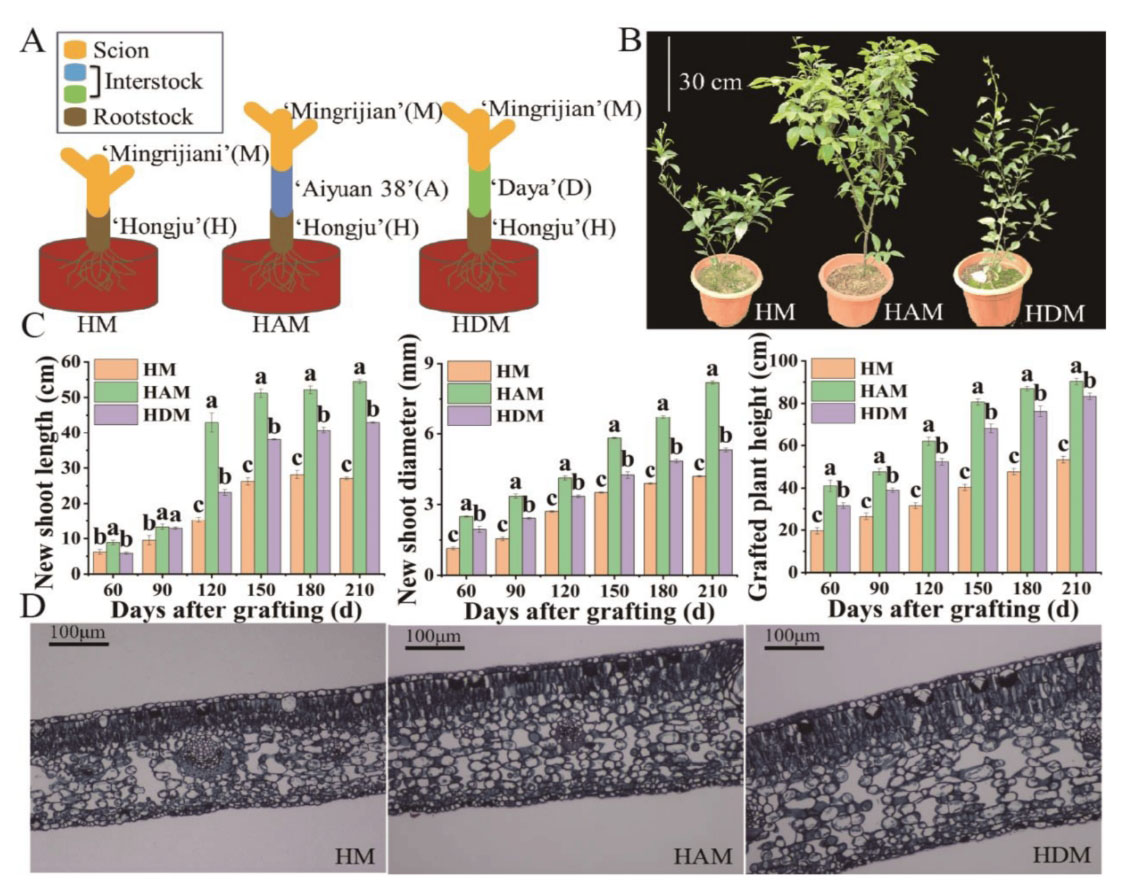
Tests des entre-greffes Aiyuan 38 en bleu et Daya en vert chez le tangor Mingrijian (Okitsu 46 x Chunjian). Action remarquable dans le temps sur la longueur et le diamètre de l'arbre entre-greffé (2023).